# دفاع (عسكري)

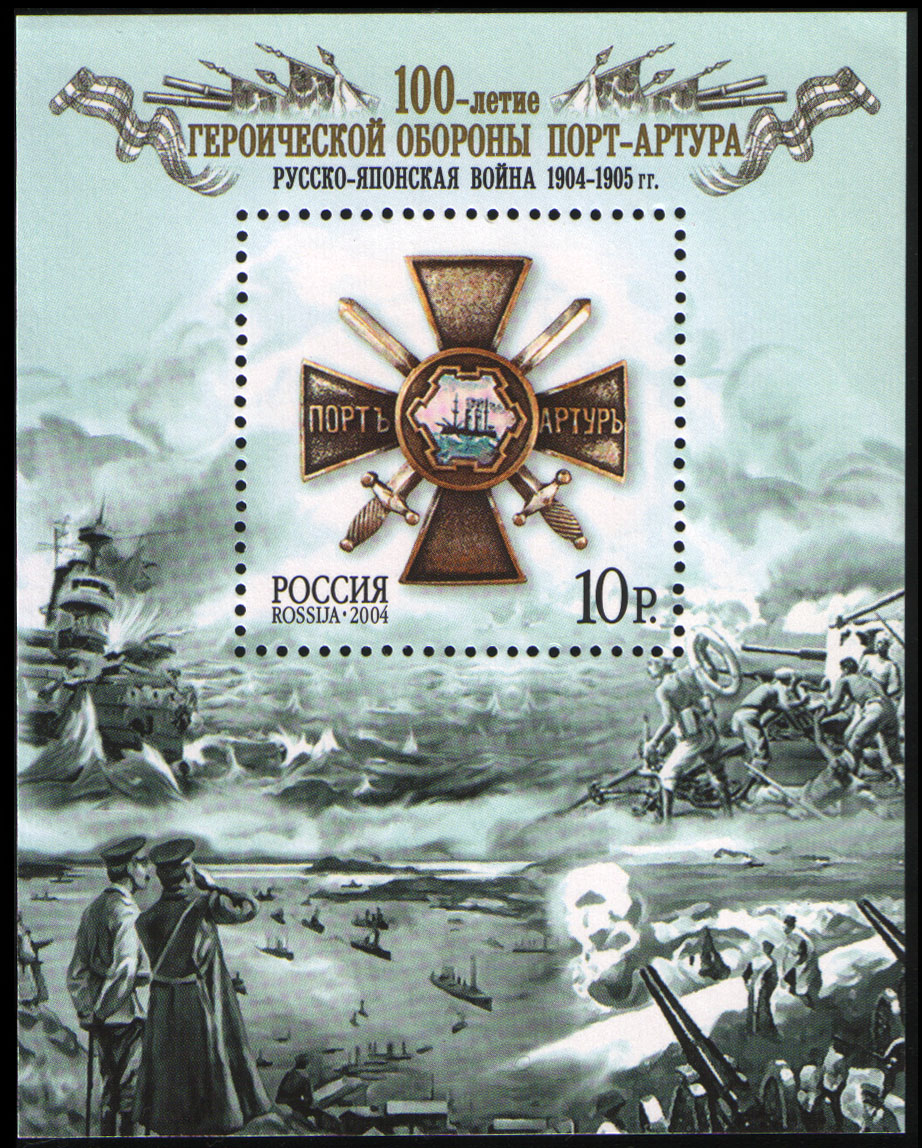

للدفاع استخدامات عديدة في مجال التطبيقات العسكرية. يعني الدفاع الشخصي التدابير المتخذة من قبل الجنود في حماية أنفسهم سواء عن طريق استخدام دروع واقية مثل المدرعات أو بناء حقل من الخنادق أو مخبأ أو باستخدام الأسلحة التي تمنع العدو من الاقتراب منهم والشروع في القتال عن قرب. في القتال المباشر الذي تستخدم فيه الأسلحة البيضاء، يشير الدفاع إلى أسلوب قتالي مسلح محدد.